# Tremblant
Tremblant är en vintersportort vid berget Mont Tremblant i Laurentiska bergen i provinsen Québec i Kanada. Skidorten har funnits sedan 1930-talet.

## Historia
Skidanläggningen invigdes 12 februari 1939. I samband med invigningen öppnades även första stolliften i Kanada. Liftbanan var 1280 meter.